# Disfear
Disfear är ett svenskt kängpunk-band från Nyköping bildat 1989 som Anti-Bofors. Bandet var tidigt mycket inspirerade av det engelska bandet Discharge. Disfears namn är valt som en hyllning till Discharge. Detta är något som flera band influerade av Discharge gjort. Första skivan släppte bandet i sann DIY (gör det själv)-anda på en egen etikett innan skivbolaget Distortion Records från Göteborg kontrakterade dem. Det blev två släppta skivor på det bolaget, varav en (A Brutal Sight of War) fick utmärkelsen årets punkalbum i den brittiska tidningen Kerrang. 
Efter skivan Soul Scars bröt bandet samarbetet med svenska Distortion och skrev kontrakt med franska Osmose Productions. De släppte skivan Everyday Slaughter 1997. Efter detta släpp var det tyst från bandet ett tag, 2003 släpptes Misantrophic Generation via amerikanska skivbolaget Relapse Records. Bandet hade nu också rekryterat Tomas "Tompa" Lindberg (The Great Deceiver,  ex-Skitsystem, The Crown, At the Gates m.fl.) vid micken och Marcus Andersson bakom trummorna. 2003 adderades även Uffe Cederlund (Alpha Safari, ex-Entombed). På Relapse släpptes även sjätte albumet, Live The Storm, 2008.

## Medlemmar

### Nuvarande
- Björn Pettersson (originalmedlem och grundare) - gitarr (Krigshot)
- Tomas "Tompa" Lindberg - sång (The Great Deceiver, ex-Skitsystem, At the Gates m.fl.)
- Uffe Cederlund - gitarr (Swarm, Alpha Safari, ex-Entombed)
- Andreas "Drette" Axelson - bas (Tortyr, Tormented, ex Marduk m.fl.)
- Marcus Andersson - trummor (Swarm, Destroy all planets, Chive)

### Tidigare medlemmar
- Henke Frykman - bass (1989-2011; died 2011)
- Jeppe Lerjerud - vocals (1989–1998)
- Jan Axelsson - drums (1989)
- Jallo Lehto - drums (1989–1995)
- Robin Wiberg - drums (1995–1998)

## Diskografi
- 1992 - Religion 7"
- 1993 - A Brutal Sight of War
- 1995 - Soul Scars
- 1997 - Everyday Slaughter (Osmose Productions)
- 2003 - Misanthropic Generation (Relapse Records)
- 2008 - Live The Storm (Relapse Records)
- 2008 - Split med Doomriders (Deathwish Inc.)